# Pierre Agostini
Pierre Agostini é um físico experimental francês conhecido por seu trabalho pioneiro na ciência dos attossegundos. Ele é especialmente conhecido pela invenção da reconstrução da técnica de batimento de attossegundos por interferência de transições de dois fótons para caracterização de pulsos de luz de attossegundos. Ele recebeu conjuntamente o Prêmio Nobel de Física de 2023.